# Historia kobiet w Polsce
Historia kobiet w Polsce obejmuje historię kobiet na ziemiach polskich, zmiany ich sytuacji społecznej i prawnej, rolę w kształtowaniu historii kraju oraz historię Polek poza granicami Polski.

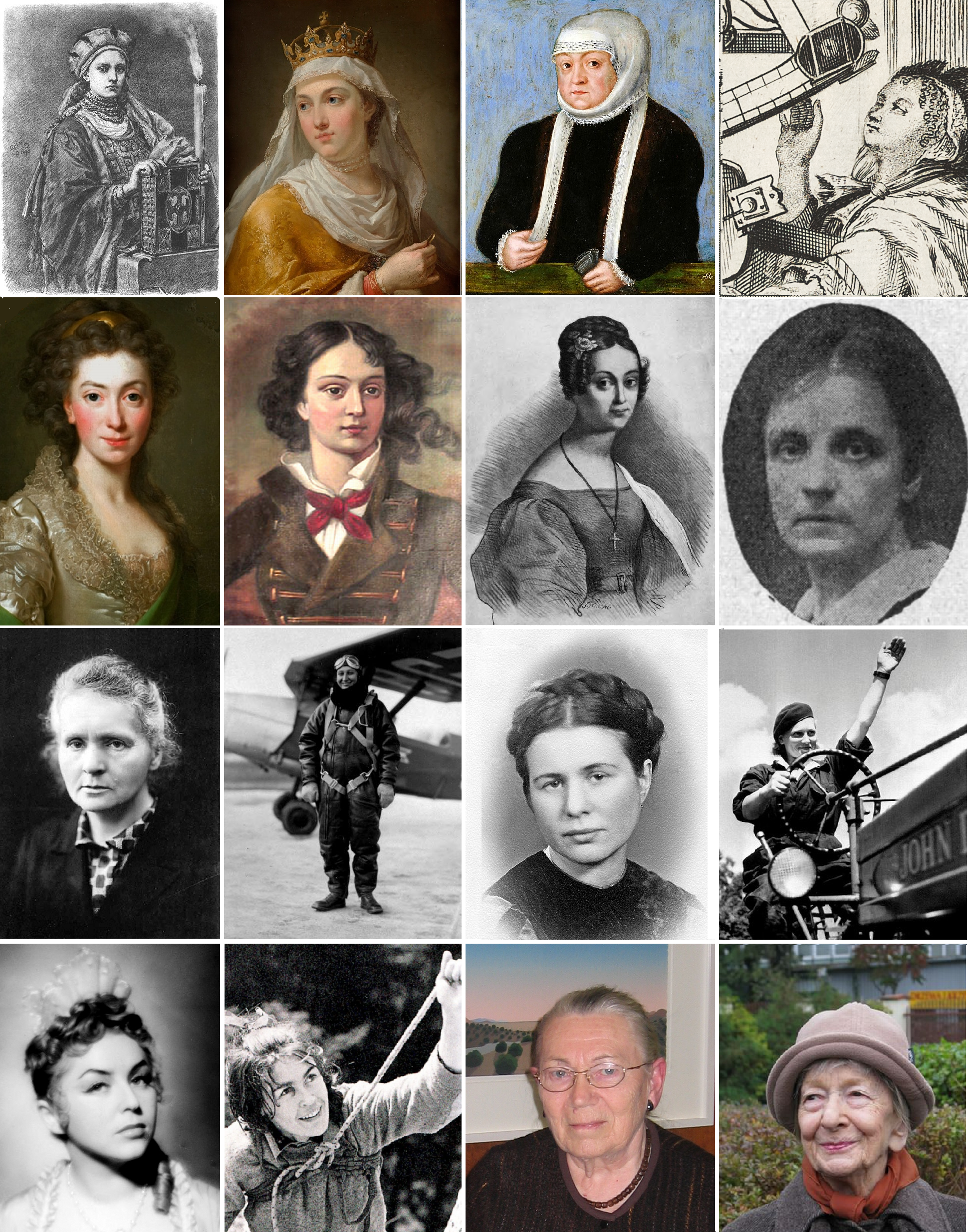
I rząd(od góry): Dobrawa Przemyślidka, Jadwiga Andegaweńska, Bona Sforza, Elżbieta Koopman Heweliusz
II rząd: Izabela Czartoryska, Emilia Plater, Emilia Sczaniecka, Irena Kosmowska
III rząd: Maria Curie-Skłodowska, Janina Lewandowska, Irena Sendlerowa, Magdalena Figur
IV rząd: Kalina Jędrusik, Wanda Rutkiewicz, Anna Walentynowicz, Wisława Szymborska

## Słownictwo
Wyraz kobieta pojawił się dopiero w XVI w. Nie występuje w innych językach słowiańskich i jego etymologia jest niepewna. Wcześniej nie istniał inny wyraz ogólny na oznaczenie kobiet. Jednym z najwcześniejszym określeń kobiety, wspólnym językom słowiańskim, była żona (prasłowiańska žena). Oznaczało ono nie tylko rolę rodzinną (jak we współczesnym znaczeniu), ale także płeć. W wiekach XV−XVII używano także słowa żeńszczyzna, jako odpowiednika mężczyzny. W średniowieczu i nowożytności używano również słowa niewiasta. Początkowo oznaczało ono kobietę wchodzącą do rodziny jako synowa (a więc nieznaną). Innym słowem używanym w XVI i XVIII w. była białogłowa (prawdopodobnie od białego czepca). Wyraz kobieta, notowany od XVI w., był początkowo uważany za obraźliwy, pogardliwy czy wręcz nieprzyzwoity. Dopiero w XIX w. kobieta stała się wyrazem o neutralnym, o ogólnym znaczeniu.

## Średniowiecze

### Kobiety w społeczeństwie
Kobiety w średniowieczu były podległe władzy mężczyzn: ojca, a po zamążpójściu – męża. Zależność była całkowita. Obejmowała możliwość swobodnego wydawania ich za mąż i stosowania kar fizycznych. Znane są przekazy podróżników po krajach słowiańskich w X−XI, którzy notowali palenie wdów na stosie pogrzebowym męża.
Kościół w Polsce stopniowo rozciągał kontrolę nad życiem małżeńskim i jeszcze pod koniec średniowiecza dawne, plemienne formy współistniały z nowymi formami pochodzenia religijnego. Wśród możnych i książąt wczesnego średniowiecza zdarzało się wielożeństwo, mocno jednak zwalczane przez Kościół. Porwanie jako forma zawierania małżeństwa było już przeżytkiem w X w. Powszechne natomiast była swaćba w formie umowy rodziców nowożeńców. Rodzicom kobiety wypłacano wiano, które można interpretować albo za formę kupna żony, albo też jako część wymiany darów (z których jednym była kobieta) pomiędzy zaprzyjaźnionymi rodami. Rodzina kobiety obdarowywała ją posagiem, w skład którego wchodziły początkowo tylko rzeczy ruchome i który był jej własnym majątkiem. Do XV w. można było zawrzeć małżeństwo bez ślubu kościelnego. Znacznie dłużej niż w Zachodniej Europie funkcjonowała instytucja odesłania żony, jako formy przerwania małżeństwa. Np. Bolesław I Chrobry odesłał swoje dwie żony, bez większego sprzeciwu Kościoła. Darzenie żony nadmiernym uczuciem czy pożądanie jej było traktowane jako grzeszne i potępiane.
Funkcjonował wyraźny podział na zajęcia męskie i kobiece. Do zajęć kobiecych należało prowadzenie domu, wychowywanie dzieci, praca w wiejskim obejściu i ogrodzie, rzemiosło domowe. Pewne typy zajęć były traktowane jako kobiece i pomoc ze strony mężczyzny (np. przy mieleniu ziarna) mogła być źródłem kpin.

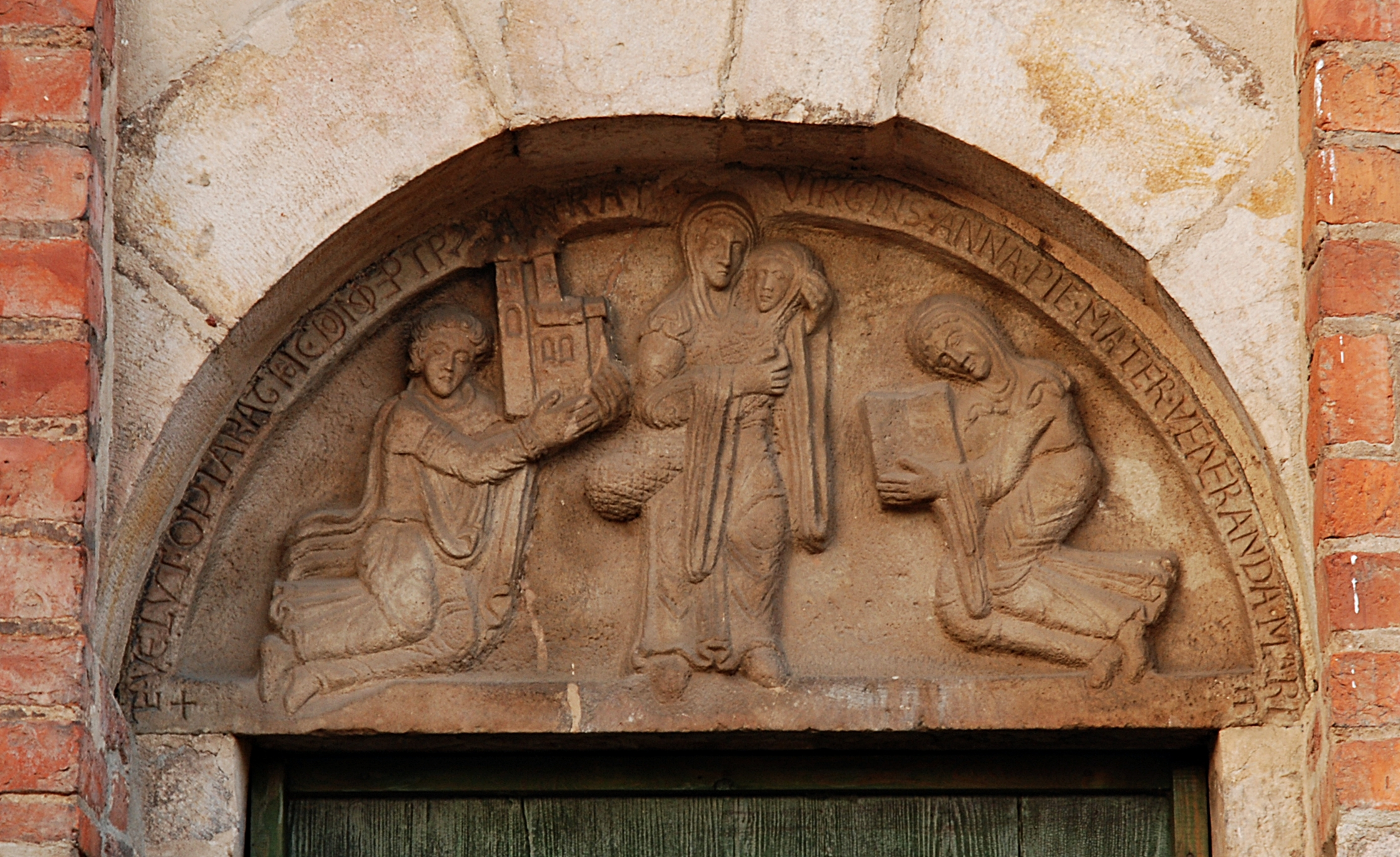
Tympanon w kościele Świętej Trójcy i Najświętszej Marii Panny w Strzelnie (XII w.). Po prawej stronie postać kobieca identyfikowana jako fundatorka lub przeorysza klasztoru norbertanek

Drugą, obok małżeństwa, godną szacunku formą życia kobiet stanowiło życie klasztorne. Wiadomo o dwóch Polkach, które za panowania Bolesława Chrobrego przyjęły regułę zakonną, nie wiadomo jednak czy w kraju. Pierwsze zakony żeńskie powstawały w Polsce pod koniec XII w. − norbertanki w klasztorach w Strzelnie, na Zwierzyńcu, w Płocku oraz cysterki w klasztorze w Trzebnicy. W XIII w. zaczęły w Polsce powstawać żeńskie zakony mendykanckie dominikanek i klarysek, które w przeciwieństwie do męskich odpowiedników tych zakonów, miały charakter kontemplacyjny. W Polsce te zakony stały się zakonami arystokratycznymi, do których trafiały córki i wdowy możnych rodów, m.in. Anna Przemyślidka, święta Kinga, błogosławiona Salomea, błogosławiona Jolanta.

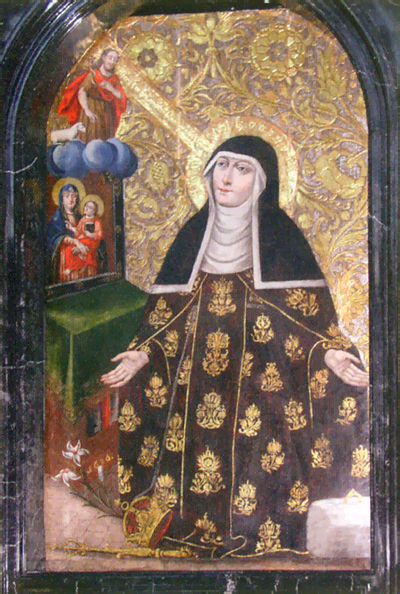
Św. Kinga na obrazie w klasztorze klarysek w Starym Sączu (XVII w.)

Wejście do klasztoru było jednak dostępne dla nielicznych. Wiele kobiet pozostawało więc poza małżeństwem i klasztorem. Ich możliwości pracy były bardzo ograniczone i najczęściej pozostawały na utrzymaniu innych członków rodziny. Od XIII w., w miastach, zaczęły powstawać również zgromadzenia beginek (też begudek, klepek). Były to laickie stowarzyszenia religijne, gromadzące niezamężne kobiety we wspólnych domach, w których mieszkały i pracowały, zajmując się pracą chałupniczą, pielęgnacją chorych i wychowaniem dziewcząt. Początkowo powstawały one licznie na Śląsku, skąd rozprzestrzeniły się do Małopolski i Wielkopolski. W XV wieku istniały nie tylko w dużych miastach jak Kraków, Sandomierz i Poznań, ale i w mniejszych, jak Płock i Radom. Często były związane z zakonami żebraczymi, np. jako tercjarki franciszkańskie czy dominikańskie. Beginizm był szanowaną drogą życia, jednak okazyjnie patrzono z podejrzliwością na niezależność kobiet, aż do oskarżania ich o herezję.

### Działalność polityczna i społeczna
Działalność społeczna i polityczna kobiet była bardzo ograniczona. W miastach szeroką działalność charytatywną i edukacyjną prowadziły beginki. Pewien wpływ polityczny mogły uzyskiwać przeorysze klasztorów czy władczynie.
Według Kroniki Thietmara to Dobrawa Przemyślidka namówiła swojego męża Mieszka I do przyjęcia chrztu. Powątpiewa w to część historyków (np. Jerzy Dowiat), inni jednak uznają, że odegrała ona istotną rolę w konwersji męża (np. Gerard Labuda).
W 1384 na Króla Polski koronowano Jadwigę Andegaweńską.

### Sytuacja prawna
Prawną sytuację kobiet, oprócz źródeł lokalnych, kształtowały także wpływy prawa germańskiego (szczególnie w miastach lokowanych na prawie niemieckim), oraz wspólne dla zachodniego chrześcijaństwa prawo kanoniczne (szczególnie w zakresie prawa małżeńskiego). Ważną rolę grało postępujące formalizowanie małżeństwa, uznawanego za związek sakramentalny oparty na równości małżonków. Na soborze laterańskim (1215) wprowadzono dodatkowo jego nierozerwalność. Wyznaniowy charakter małżeństwa (wyznaczającego w dużej mierze sytuację kobiet), funkcjonował w Europie aż do XIX w., gdzie powoli zaczął zanikać. Na terenie Polski został zniesiony przez ustawodawstwo zaborców i Napoleona.
Pod względem prawnym, kobiety przez całe życie pozostawały pod opieką mężczyzn. Początkowo był to ojciec (lub w wypadku jego śmierci − bracia), a po zamążpójściu − mąż. Była to cecha charakterystyczna systemów prawnych wywodzących się z prawa germańskiego. Największy zakres niezależności miały wdowy, szczególnie gdy dysponowały majątkiem. Tę niezależność starał się ograniczyć statut warcki (1423), który nie pozwalał wdowom dziedziczyć całego majątku po mężu, a jedynie dobra ruchome i wienne. Majątek przypadał zaś męskim spadkobiercom męża i ew. dłużnikom. Zakaz ten stał się jednak przyczyną upowszechnieniu się umów dożywocia (będących specyficznie polską instytucją), zawieranych pomiędzy małżonkami, i pozwalającym wdowie dożywotnio korzystać z całości majątku męża.
W Księdze elbląskiej, najstarszym znanym zwodzie polskiego prawa zwyczajowego, ochrona kobiet była uzależniona od ich stanu społecznego, np. kara za zgwałcenie szlachcianki była wielokrotnie wyższa niż chłopki. Jeśli kobieta przebywała sama w lesie czy na polu, uznawano, że przyczyniła się do tego i kara stawała się symboliczna (równowartość kury).

### Kultura i nauka
Kultura średniowieczna ściśle związana była z religijnością chrześcijańską. Z lat 1078−1087 pochodzi Kodeks Gertrudy, zawierający łacińskie modlitwy przypisywane Gertrudzie, córce Mieszka II i będące najprawdopodobniej najstarszym tekstem napisanym przez Polkę.. Jest ona jednocześnie pierwszym znanym z imienia polskim autorem. Na zlecenie kobiet powstawały również ważne teksty religijne, w tym Psałterz św. Kingi, nieznany dzisiaj przekład Psalmów, będący jednym z pierwszych tekstów w języku polskim.
Na wizerunek kobiety prezentowany w tekstach kultury wpływ miały zachodnioeuropejskie nurty kultury, przede wszystkim literatura religijna i literatura dworska. W tekstach inspirowanych chrześcijaństwem, zaczął pojawiać się negatywny wizerunek kobiety jako siedliska grzechu. Z kolei teksty inspirowane kulturą dworską (np. O zachowaniu się przy stole) idealizowały kobiety, tworząc wzorce szacunku i uprzejmości.

## Nowożytność

### Kobiety w społeczeństwie
Kobieta była nadal traktowana jako istota niższa, która powinna podlegać mężczyznom. Najbardziej zależne były panny (podlegające nie tylko ojcu, ale również i matce). Pewną niezależność mogły uzyskać mężatki (w zależności od stanu społecznego i relacji z mężem), najbardziej niezależne były natomiast wdowy.
Większość kobiet wiodło swoje życie w małżeństwie, jako żony i matki. Kobiety wchodzące w związek małżeński były najczęściej młodsze od swego męża, od kilku do kilkudziesięciu lat. Nacisk na małżeństwo był ogromny i jedyną inną uznawaną drogą dla kobiet było pójście do klasztoru. „Stare panny” lekceważono i wyśmiewano. Były też traktowane jako obciążenie dla innych członków rodziny (rodziców i braci).
Wzorcem osobowym, wychwalanym w licznych dziełach literackich, była „dobra żona i skrzętna gospodyni”. Podległa pozycja kobiet była wzmacniana przez nauczanie religijne, przy czym szczególnie surowo do kobiet podchodził kalwinizm.
Podobnie jak we wcześniejszych stuleciach, wyraźnie rozdzielano sfery męskie i kobiece. Obie płcie rozdzielały formy ubioru, działalności, normy obyczajowe i prawne.
Strój męski i kobiecy, w każdym ze stanów społecznych, wyraźnie się różniły. Męski był bardziej konserwatywny, natomiast kobiecy ulegał łatwiej modom i wpływom zachodnim, co było przedmiotem krytyk. W większych domach, kobiety miały swoje wydzielone pokoje czy części budynku.
Do kobiecych zajęć należały na wsi: tkactwo, hodowla drobiu, zajmowanie się oborą i otrzymywanie nabiału, ogrodnictwo i przetwórstwo owoców, zielarstwo i działalność lecznicza. Kobiety pomagały też mężczyznom w wielu pracach polowych. Aż do XX w. męskie zajęcia na wsi, takie jak orka, kośba czy zajmowanie się zwierzętami pociągowymi (konie i woły) były oceniane wyżej niż takie zajęcia kobiet jak opieka nad krowami i drobniejszymi zwierzętami, zbieranie zboża i żęcie sierpem, wykopki czy pielenie.
Od XVI w. coraz bardziej znacząca staje się działalność gospodarcza kobiet i to wszystkich stanów. W dużych miastach wiele kobiet żyło samotnie, utrzymując się z własnej pracy, np. jako służące czy osoby zajmujące się dziećmi (mamki, piastunki, położne). Wdowy po rzemieślnikach − mistrzach cechowych, mogły prowadzić ich warsztaty, a czasami uzyskiwały tytuł „sióstr cechowych”. Najczęściej jednak, wdowa prowadziła przez pewien czas zakład, dobierając sobie za męża młodszego męża-czeladnika, który zostawał mistrzem. Żony rzemieślników często zajmowały się sprzedażą ich wyrobów. Niektóre zawody miejskie mogły być sprawowane zarówno przez mężczyzn, jak i kobiety. Należały do nich: karczmarstwo, łaziebnictwo i lichwiarstwo.
W stanie szlacheckim do kobiet należał nadzór nad pracami domowymi i służbą (szczególnie kobiecą), a także najbliższym gospodarstwem (chlewiki, obory, kurniki, sad i ogród). Nierzadkie było również zarządzanie majątkiem przez kobiety. Mężczyźni, oddani polityce, wojnie i życiu towarzyskiemu, pozostawiali codzienny zarząd w rękach żon czy matek. Kobiety najmowano także jako dworniczki, zarządczynie majątku. Anzelm Gostomski, w swoim wpływowym Gospodarstwie (1588) zalecał najmować kobiety do zarządu folwarkiem, gdyż pracują dobrze, za niższą niż mężczyźni pensję. W XVII i XVIII w. wiele kobiet miało też wkład w zakładanie manufaktur (Anna Katarzyna Radziwiłłowa, Elżbieta Helena Sieniawska), i modernizację rolnictwa czy hodowli. Wśród szlachty powszechne było używanie przez kobiety tytułów pochodzących od mężów (np. starościna, sędzina, cześnikowa) czy ojców (starościanka, sędzianka, cześniczanka).

### Działalność polityczna i społeczna
Bardzo powoli rósł wpływ kobiet na sferę publiczną, choć miał on w dużej mierze charakter pośredni. Żony asystowały mężom i pełniły funkcje reprezentacyjne. Znane są również przypadki, gdy wpływały na bieg spraw publicznych za pośrednictwem mężów. Znanymi żonami-powiernicami i doradcami swoich politycznie aktywnych mężów były Zofia Chodkiewicz (żona Jana Karola Chodkiewicza) i Regina Żółkiewska (żona Stanisława Żółkiewskiego). Szeroko znana stała się osoba Anny Doroty Chrzanowskiej, która podczas oblężenia Trembowli (1675) odwiodła dowództwo od poddania się Turkom.
Aktywność kobiet budziła opór i krytykę szlachty. Szczególną niechęć budziły królewskie małżonki i matki: Bona Sforza (żona Zygmunta Starego, matka Zygmunta Augusta) i Ludwika Maria Gonzaga (żona Władysława IV i Jana Kazimierza), krytykowane za wprowadzanie cudzoziemskich obyczajów i intryganctwo. W 1575 królową polski została Anna Jagiellonka, którą dopiero w 1576 poślubiono Stefanowi Batoremu. Nie sprawowała jednak samodzielnie rządów. Wraz z soborem trydenckim rozpoczął się w kościele katolickim proces zmian, w którym aktywny udział (w zakresie reformy reguły zakonnej) brały ksienie i przeorysze zakonów żeńskich, m.in. Magdalena Mortęska i Zofia Dulska.
Odbiciem nowej pozycji kobiet były satyry i moralitety krytykujące ich działalność polityczną lub ich obyczaje. Marcin Bielski w Sejmie niewieścim (1566−1567) opisał parlament kobiet jako satyrę na instytucje Rzeczypospolitej i zarazem „świat na opak”. W literaturze protestanckiej (m.in. u Mikołaja Reja) pojawiał się motyw papieżycy Joanny (postaci legendarnej, podawanej za autentyczną), mającej dowodzić zepsucia papiestwa i katolicyzmu. Zmieniająca się pozycja kobiet była często opisywana jako „psucie się obyczajów” (np. Na zepsowane stanu białogłowskiego obyczaje (1650) Krzysztofa Opalińskiego).

### Sytuacja prawna

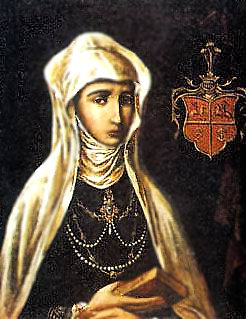
Od XVI w. zamężne szlachcianki zakrywały materiałem policzki i szyje (podwiki); portret Elżbiety Ostrogskiej (1539−1582)

W czasach nowożytnych pozycja prawna kobiet pozostała zasadniczo niezmieniona. Kobiety pozostawały pod prawną kuratelą mężczyzn (ojca, męża, braci, krewnych). Ten brak samodzielności skutkował również większą ochroną prawną i lżejszą odpowiedzialnością za czyny. Powoli następowało jednak podnoszenie statusu prawnego kobiet (dalekie jednak od równouprawnienia), wiążące się z gwarantowaniem im części spadku, ale też z zaostrzaniem kar za przestępstwa przypisywane głównie kobietom (spędzianie płodu, dzieciobójstwo, czary).
Największą niezależnością kobiety dysponowały w miastach. Prawo magdeburskie ustalało odrębność majątku żony. Obowiązujące w Prusach Królewskich prawo chełmińskie ustalało wspólność majątkową, pozwalając córkom na dziedziczenie na równi z synami.
Panująca jeszcze w średniowieczu pewna swoboda seksualna w kontaktach pozamałżeńskich, została zakazana przez upowszechnioną moralność seksualną. Ochronie prawnej podlegały dziewictwo i "cześć niewieścia". Pozamałżeńskie naruszenie dziewictwa było karane grzywną, która była rekompensatą pieniężną dla rodziny. Pomawianie kobiet o niecnotliwe prowadzenie się (czy to mężatki czy niezamężnej) karane było grzywną i publicznym odwołaniem oskarżenia ("odszczekaniem pod ławą").
Procesy czarownic przybyły do Rzeczypospolitej z Zachodu i nigdy nie rozwinęły się na spotykaną tam skalę. W przeciwieństwie do innych krajów, gdzie karany był sam kontakt z diabłem, istniały szczegółowe procedury i podręczniki, oraz osoby specjalizujące się w tropieniu czarownic, w Rzeczypospolitej procesy o czary były bardziej "amatorskie" i łagodniej podchodzono do samej magii. Zdarzało się, że sądy w poszukiwaniu przestępcy sięgały po pomoc astrologa czy wróżbitki (jak mater diablica Zacharieszek, w Bieczu w 1600). Najpopularniejszy podręcznik Młot na czarownice przełożono na polski w 1614 (czyli po 130 latach). Pierwsza kobieta została skazana sądownie na karę śmierci za czary w Waliszewie w 1515. Nieznana jest dokładna skala prześladowań za czary. Obok procesów, prawdopodobnie drugie tyle osób zginęło w samosądach. Represje były największe na przełomie XVII i XVIII w. Trwały też dłużej niż w innych krajach. Sejm roku 1776 zakazał sądom rozpatrywania tego typu spraw.

### Kultura i nauka
W nowożytności zaczęto dbać o edukację ludzi świeckich. Nauka kobiet była traktowana jako mniej ważna i znacznie mniej kobiet niż mężczyzn potrafiło czytać i pisać.
| Kategoria społeczna            | Piśmienność mężczyzn | Piśmienność kobiet |
| ------------------------------ | -------------------- | ------------------ |
| Magnateria                     | 100%                 | 85%                |
| Bogata szlachta                | 95%                  | 45%                |
| Drobna szlachta                | 75%                  | 20%                |
| Patrycjat miejski              | 70%                  | 25%                |
| Pospólstwo miejskie            | 40%                  | 12%                |
| Plebs                          | 8%                   | 0%                 |
| chłopi                         | 2%                   | 0%                 |
| Żydzi                          | 80%                  | 2%                 |
| duchowni katoliccy i zakonnice | 100%                 | 60%                |
| Ogółem                         | 17%                  | 4%                 |

Dzięki małżeństwu z Janem Heweliuszem możliwość prowadzenia badań astronomicznych zyskała Elżbieta Koopman, która kontynuowała działalność naukową po śmierci męża.
Epoka oświecenia przyniosła nowy ideał wykształconej kobiety, opiekunki sztuk i nauk. Najwybitniejszymi i konkurującymi ze sobą mecenaskami były Izabela Czartoryska, która gromadziła uczonych i artystów wokół swego dworu w Puławach, Helena Radziwiłłowa ze swoim dworem w Arkadii i Katarzyna Kossakowska. W miastach powstawały salony literacko-polityczne, prowadzone przez możne kobiety i mające często duży wpływ na bieżącą politykę.

## XIX wiek

### Kobiety w społeczeństwie
Przez całe stulecie ogromnym zmianom podlegał strój kobiecy (w przeciwieństwie do stroju męskiego). Podleganie modom było krytykowane jako przejaw kobiecej próżności czy uleganie wpływom cudzoziemskim. Coraz większą rolę zaczęły pełnić żurnale, nie tylko w kreowaniu mody, ale także wzorców ciała kobiecego. Znalazło to wyraz w upowszechnieniu gorsetów i krynolin, krępujących ciało i ruchy kobiet. Kobiety niezamężne z dobrych domów, bez względu na wiek, nosiły ubiory w kolorach pastelowych, dostosowane "do figury". Mężatki nosiły kolory żywsze (także bordowe, szare, srebrne, fioletowe), krój ich sukien stawał się luźniejszy, a materiały cięższe. Strój uzupełniała peleryna, która nadawała sylwetce ciężkość. Noszenie barw czy krojów panieńskich były przedmiotem zgorszenia. Wraz z wiekiem, stroje kobiet stawały się bardziej stonowane w barwie. Kobiety starsze przywdziewały kolory ciemne, a wdowy − czerń. Wśród chłopek kobiety zamężne wyróżniały się cięższymi sukniami i chustką na głowie. Stan społeczny kobiet oznaczany był również fryzurami, np. na wsi wejście w stan małżeński wiązało się z obcięciem warkoczy.
Nadal dominował model małżeństwa opartego na posłuszeństwie (rodzicom, a potem małżonkowi). Małżeństwa łączone były najczęściej w ramach tej samej kategorii społecznej i ze względu na interesy (dobro gospodarstwa czy majątku). Po zawarciu małżeństwa kobieta przyjmowała nazwisko męża, a nawet w sytuacjach publicznych traciła własne imię (np. Karolowa Lisiecka). Małżeństwo oznaczało jednak najczęściej zwiększenie swobody w stosunku do stanu panieńskiego. Nowe prądy kulturowe (sentymentalizm i romantyzm) wprowadziły nowy model małżeństwa, opartego na uczuciach, wbrew rodzicom i podziałom społecznym. Mezalianse były piętnowane społecznie, jednak stanowiły atrakcyjny motyw literacki.
Miejsca, w których mogły przebywać kobiety przyzwoite, były mocno ograniczone, szczególnie w klasach zamożniejszych. W drugiej połowie XIX w. w kręgach zamożniejszego mieszczaństwa doszło do rozdzielenia sfery prywatnej i publicznej. Jeżeli pozwalała na to zamożność, kobiety były wyłączane z pracy zarobkowej i zajmowały się jedynie domem. Stopniowo pojawiały się jednak miejsca, gdzie kobiety mogły bywać także towarzysko. W drugiej połowie wieku w przestrzeni miejskiej pojawił się nowy typ lokali − cukiernie, w których obecność nie przynosiła ujmy przyzwoitym kobietom (w przeciwieństwie do męskich kawiarni).
Pomimo tego zamknięcia, wpływ kobiet wyższych sfer bywał bardzo duży. Szczególnie wzrósł po upadku powstania styczniowego, gdy wielu mężczyzn w kraju zostało zesłanych lub udało się na emigrację. Tadeusz Boy-Żeleński określił klimat epoki postyczniowej jako „duchowy matriarchat”. Kobiety realizowały swój obowiązek względem Ojczyzny w gronie rodzinnym – jako „matki Polki”. Obok spauperyzowanej szlachty i zasymilowanych żydów, kobiety stały się w podstawą tworzącej się nowej klasy społecznej: inteligencji.
Następowały powolne zmiany w podziale pracy mężczyzn i kobiet, szczególnie w rosnących miastach. Kobiety masowo pracowały jako służba. Część rzemiosł była traktowana jak kobieca (introligatorstwo, rzemiosła związane z produktami kobiecymi, jak modniarstwo, gorseciarstwo, krawiectwo damskie i dziecięce). Kobiety zajmowały się również handlem wytwarzanymi przez mężczyzn produktami rolnymi czy rzemieślniczymi. Od lat 60. XIX wieku kobiety coraz częściej same podejmowały się pracy zarobkowej w rzemiośle. Czyniły to jednak poza organizacjami cechowymi, które mocno to zwalczały. Niektóre zawody podejmowane były przez mężczyzn i kobiety, jednak przy wyraźnej różnicy prestiżu. Np. wyższym prestiżem cieszyły się domy, w których głównym kucharzem był mężczyzna, natomiast prowadzenie kuchni przez kobietę świadczyło o mniejszej zamożności lub upadku domu. Dopiero w latach 80. XIX wieku zaczął się szybko rozwijać przemysł (szczególnie tekstylny, odzieżowy i tytoniowy), który zaczął masowo rekrutować kobiety. Pojawił się nowy typ miejskiej kobiety – robotnica. Niepewność pracy w przemyśle powodowała, że zdarzały się przypadki odwrócenia tradycyjnych ról – mężczyzna był bezrobotny i to pracująca kobieta musiała utrzymać dom. Takie sytuacje były jednak oceniane negatywnie.
Anna Tomaszewiczówna, doktor nauk medycznych po Uniwersytecie w Zurychu, po powrocie na rodzinne Mazowsze nie uzyskała nostryfikacji swojego dyplomu, nie przyjęto jej też do Towarzystwa Lekarskiego Warszawskiego. Prawo do wykonywania zawodu lekarza otrzymała dopiero po ponownym ukończeniu studiów, tym razem na Wojskowej Akademii Medycznej w Petersburgu. W 1880 roku rozpoczęła pracę w budynku jednego z warszawskich szpitali.
Na pierwszą połowę XIX wieku datuje się – za sprawą środowiska entuzjastek – początek polskiego ruchu kobiecego.

### Działalność polityczna i społeczna
W XIX wieku następowało stopniowe wchodzenie kobiet w działalność społeczną i polityczną, aż do otwartego żądania równego statusu pod koniec stulecia.
Pojawił się nowy model kobiety-patriotki, czynnie zaangażowanej w sprawy narodowe. Skrajnym przykładem była Emilia Plater wychwalana jako bohaterka walcząca w powstaniu listopadowym, np. w wierszu Adama Mickiewicza Śmierć pułkownika; nie była ona jednak ani pierwszą, ani tym bardziej jedyną XIX-wieczną Polką w mundurze. W 1809 roku, mimo bohaterstwa okazanego przez Joannę Żubrową podczas walk o Zamość, odmówiono przyznania jej Orderu Virtuti Militari: uznano wtedy, że najwyższe polskie odznaczenie wojskowe nie przysługuje kobietom. Ostatecznie Żubrowa doczekała się orderu po trzech latach, stając się tym samym pierwszą kobietą, która dostąpiła tego wyróżnienia.
Ten model heroicznego patriotyzmu był jednak wyjątkiem. Większość patriotek zajmowała się takimi działaniami jak pomoc w organizacji ruchu patriotycznego, kwesty i pomoc bezpośrednia skazańcom, uczestnictwo w uroczystościach patriotycznych. W wielu środowiskach istniała silna presja na prezentowanie postaw patriotycznych. W celach manifestacji tych postaw kobiety ubierały się w stroje narodowe − wzorowane na staropolskich strojach męskich (damskie kontusze) czy strojach ludowych. Okres po powstaniu styczniowym określano jako „żałobę narodową” kobiety nosiły się w czarnych barwach, zdobionych tzw. czarną biżuterią zawierającą często męczeńską symbolikę (np. krzyż w cierniowej koronie). Wyrazem patriotyzmu było także piętnowanie jako „narodowej apostazji” małżeństw Polek z przedstawicielami innych narodów (szczególnie zaborczych).
Inną formą działalności publicznej była działalność na rzecz potrzebujących. Oczekiwano, by kobiety z klas majętnych zajęły się działalnością społecznie użyteczną. Zyskała ona na popularności w okresie po powstaniu styczniowym. Wraz z rozwojem pozytywizmu w kulturze, zaczęto kłaść nacisk na rozwój kraju, w tym pomoc ubogim, chorym, działalność edukacyjną i organizacyjną (program pracy u podstaw). W tych działaniach kobiety pełniły bardzo ważną rolę.

### Sytuacja prawna
W okresie porewolucyjnym, coraz powszechniejsza stawała się zasada równości obywateli wobec prawa. Zmiany w sytuacji prawnej kobiet na terenach polskich następowały wraz z ewolucją prawa krajów zaborczych. Jedną z najdłużej utrzymujących się form nierówności była nierówność w statusie prawnym kobiet i mężczyzn, a dotycząca ich praw dysponowania majątkiem, sytuacji rodzinnej i funkcjonowania w sferze publicznej. Kodeksy wprowadzane przez mocarstwa zaborcze utrzymywały patriarchalne stosunki rodzinne, przyznając pełnię władzy głowom rodziny i ograniczając prawa cywilne kobiet i dzieci.
W Królestwie Polskim obowiązywał Kodeks Napoleona, który Kobiety zamężne miały ograniczone prawa cywilne. Nie mogły bez zgody męża dysponować swoim majątkiem i występować przed sądem. Chociaż Kodeks Napoleona wprowadzał instytucję cywilnych rozwodów, to kobiety mogły go żądać jedynie w wypadku wprowadzenia przez męża kochanki do wspólnego domu. W przypadku cudzołóstwa, żona (jedynie ona) mogła zostać umieszczona w zakładzie poprawczym.
Początkowo, w zaborze austriackim obowiązywał tzw. kodeks cywilny zachodniogalicyjski, w którym sytuacja kobiet była gorsza niż w dawnym prawie polskim. W 1811 zaczął obowiązywać ABGB, który również uzależniał kobietę od jej męża w zakresie stosunków cywilnych i rodzinnych. Mąż był przedstawicielem ustawowym żony i dysponował jej majątkiem. Miał jedynie obowiązek utrzymywać ją i bronić. Mógł się z nią również rozwieść bez jej woli, z powodu jej zdrady (odwrotnej możliwości nie było). Dzięki postulatom polskich środowisk prawniczych do kodeksu wprowadzono też dawną polską umowę dożywocia, która wzmacniała sytuację prawną wdów.

### Kultura i nauka
Rozwój oświaty kobiet był jednym z głównych punktów programu ruchu kobiecego w Polsce. Poziom edukacji kobiet powoli, ale systematycznie wzrastał przez cały wiek XIX.
Wśród inteligencji, bogatszego mieszczaństwa i szlachty podnosiły się standardy wykształcenia kobiet. Oprócz ogólnej ogłady (skromne zachowanie, umiejętność konwersacji, dobre maniery), odpowiedniej pozycji społecznej i majątku, oceniano ich umiejętności artystyczne (gra na instrumentach, sztuka rysunku, taniec, śpiew), znajomości języka francuskiego. Prowadziło to do upowszechnienia się kultury i edukacji wśród kobiet jako cech pożądanych.

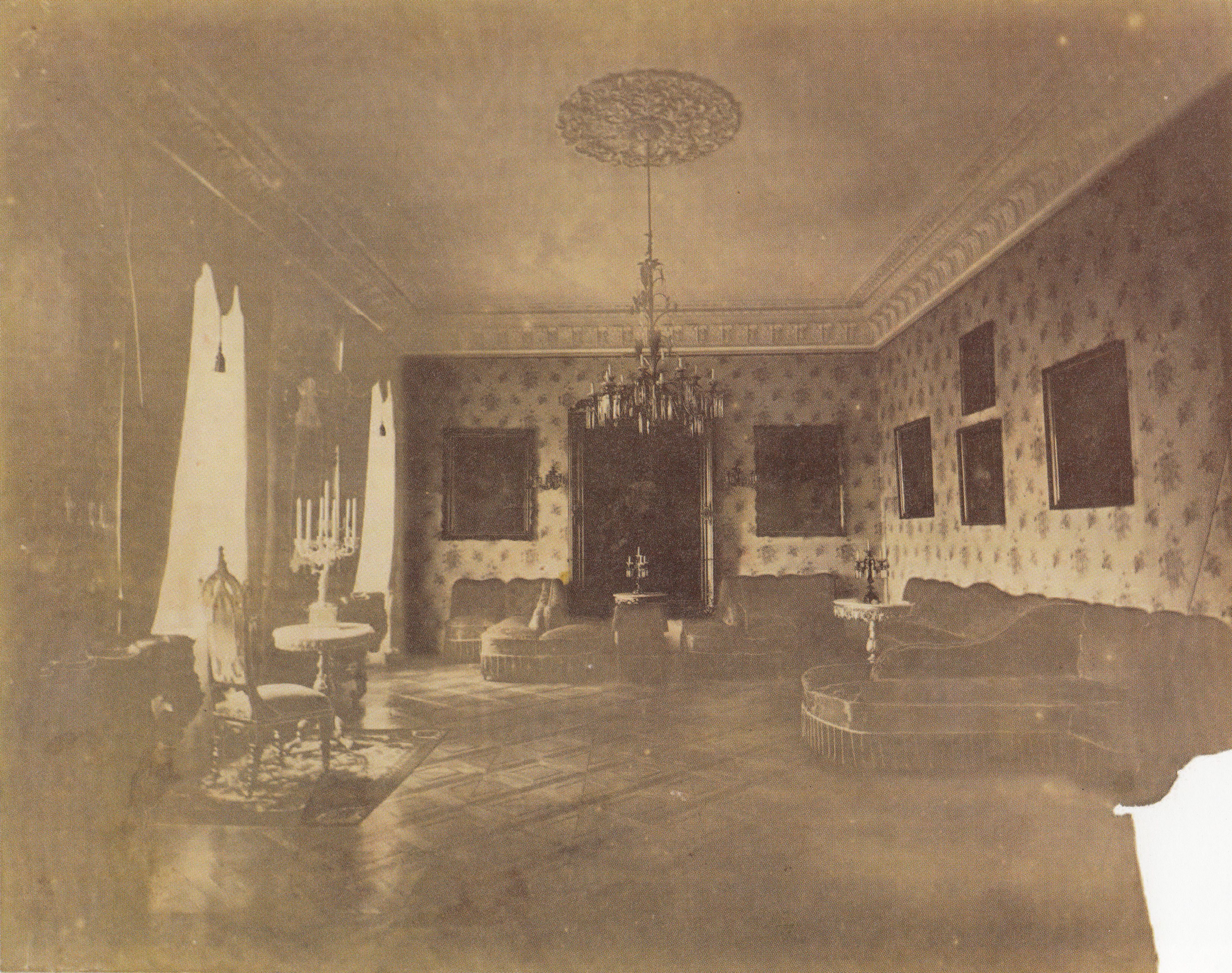
Mieszkanie Jadwigi Łuszczewskiej (Deotymy) przy ul. Królewskiej 37 (róg Marszałkowskiej) w Warszawie, w którym poetka prowadziła salon literacki

Już w okresie oświecenia pojawiły się w wyższych sferach, wzorem krajów zachodnich, salony, czyli miejsca spotkania o charakterze politycznym i kulturalnym. W ostatnich lata I Rzeczypospolitej, oraz w okresie napoleońskim, dyskutowano w nich kwestie społeczno-polityczne. W okresie zaborów, salony miały charakter przede wszystkim kulturalny. Mniejszymi formami takich spotkań były herbatki czy obiady literackie. Były one często prowadzone często przez kobiety, np. salon Zofii Wojnarowskiej w Krakowie, Jadwigi Łuszczewskiej (Deotymy) w Warszawie czy Olimpii Chodźko wśród polskiej emigracji w Paryżu. Salony były miejscem w którym istotne były takie zalety kobiet jak ogłada i wykształcenie. Pojawiały się tu artystki i literatki. Były też miejscem w którym panny mogły spotkać przyszłych mężów. Instytucja ta zaczęła zanikać po powstaniu styczniowym.
Jeszcze w latach 90. XIX wieku na ziemiach polskich (podzielonych między państwa zaborcze) kobiety nie mogły podejmować nauki na uczelniach. Niektóre decydowały się wyjechać na studia w Europie Zachodniej, jednak rozwiązanie to, jako kosztowne, dostępne było tylko dla osób z zamożniejszych rodzin. Ponadto w zaborze austriackim, w przeciwieństwie do rosyjskiego, dziewczęta nie miały nawet możliwości uzyskania matury (dopiero w 1896 otwarto pierwsze w Krakowie gimnazjum żeńskie, kończące się maturą; do jego powstania przyczynili się przede wszystkim Napoleon Cybulski, Odo Bujwid i Kazimiera Bujwidowa, zaś pierwszym dyrektorem został Bronisław Trzaskowski). Kwestia dopuszczenia kobiet do edukacji wyższej wzbudzała ogromne kontrowersje (ich element stanowił – toczony na łamach prasy – spór Cybulskiego z L. Rydygierem na temat zdolności kobiet do wykonywania zawodu lekarza), a sam proces przebiegał z oporami i stopniowo. Początkowo, organizowano dla kobiet specjalne kursy ("kursy akademickie), na które mogły uczęszczać bez praw studentów, jako hospitantki czy "słuchaczki nadzwyczajne". W 1894 roku Uniwersytet Jagielloński przyjął trzy hospitantki farmacji. W 1896 kursy akademickie dla kobiet zorganizowano na Uniwersytecie Lwowskim. W 1897 pełnoprawne studentki zostały dopuszczone na Wydziały: Filozoficzny, Farmaceutyczny i Rolniczy UJ. Pełnoprawne studentki zaczęły też studiować na Uniwersytecie LWowskim. W 1900 pozwolono kobietom studiować na Wydziale Lekarskim UJ.

## XX wiek

### Kobiety w społeczeństwie
Znaczące różnice dla sytuacji kobiet przyniosły obie wojny światowe. Nieobecność mężczyzn, związana z działaniami wojennymi, spowodowała, że kobiety zaczęły ich zastępować w wielu obszarach życia. Kobiety musiały się zajmować całością gospodarstwa, prowadziły sklepy i zakłady rzemieślnicze mężów, podejmowały zatrudnienie. Rozbiło to tradycyjny podział na zajęcia męskie i kobiece. Uniezależniły też kobietę, wyposażając ją w niezależny dochód i umiejętności. Zmiana ta dotyczyła wszystkich klas społecznych, od chłopek (które musiały samodzielnie zajmować się gospodarstwem), aż po klasy wyższe (gdzie praca kobiet nie była koniecznością, lecz była postrzegana jako wypełnianie obowiązku). Idące za tym zmiany przejawiały się na wielu polach (zachowanie, relacje między płciami, ubiór), co spowodowało konflikt między pragmatystami, podkreślającymi potrzeby gospodarczo-wojenne państw, a tradycyjnymi moralistami, krytykującymi rozluźnianie się norm moralnych. Zmiany okazały się jednak ograniczone i w pierwszych latach niepodległości częściowo uległy cofnięciu (związane z wielkim kryzysem bezrobocie wypchnęło kobiety z rynku pracy, zmiany obyczajowe były nietrwałe). Wiele kobiet w II Rzeczypospolitej odczuwało rozczarowanie tą sytuacją.
Na początku stulecia przeważał model rodziny, w którym dominującą rolę pełnił mąż i ojciec. W kręgach inteligenckich pojawił się partnerski model związku, który z czasem zaczął się rozprzestrzeniać. Zmieniał się też podział domowych obowiązków, np. mężczyźni coraz częściej zajmowali się dziećmi. Upowszechniał się model w którym oboje małżonków pracowało. W związku z tym pojawiał się problem rozkładu obowiązków domowych i wychowawczych. Tradycyjne obowiązki kobiet były stopniowo dzielone przez mężczyzn, przy czym kobiety pozostawały nimi bardziej obciążone. W sytuacji pracy zarobkowej matek, obowiązki wychowawcze często przejmowały babcie.
Powojenna nadwyżka demograficzna kobiet (w 1946 118:100), nierówna industrializacja i urbanizacja (np. ośrodki przemysłu włókienniczego przyciągały głównie kobiety), feminizacja niektórych zawodów, powodowały, że narastała liczba kobiet samotnych. Problem został zauważony w latach 70. W coraz większym stopniu zwracano uwagę na udany, satysfakcjonujący związek. Pojawiły się nowe formy szukania partnera, np. biura matrymonialne (lata 80.). Wybór partnera życiowego coraz bardziej zależał od samych zainteresowanych, a nie ich rodziców. Mieli oni też coraz większe możliwości spotykania się przed ślubem, aż po wspólne mieszkanie i upowszechnienie się wolnych związków pod koniec XX w. Wpływ Kościoła Katolickiego na obyczajowość był coraz mniejszy. Małżeństwo ulegało laicyzacji, a w 1946 wprowadzono świeckie śluby. Zmiany te wiązały się z rosnącą swobodą obyczajową i seksualną kobiet, które uzyskały coraz większą możliwość swobodnego kształtowania swojego życia osobistego. Mimo ciągłego nacisku na małżeństwo, postać samotnej kobiety stała się powszechna, przełamując wielowiekową tradycję, zgodnie z którą rodzina jest jedynym naturalnym miejscem kobiety.
Kobiety zaczęły sprawować funkcje publiczne, następowało to jednak bardzo powoli. W Polsce międzywojennej kobiety stanowiły ok. 20% urzędników państwowych, przy czym ¾ z nich pracowało na niższych stanowiskach (3 pierwsze stopnie służbowe), a powierzanie im najwyższych funkcji kierowniczych właściwie się nie zdarzało . Po wprowadzeniu gmin kobiety zaczęły też pełnić różne funkcje samorządowe. Lansowana w mediach postać kobiety-wójta była jednak rzadkością. Pomimo feminizacji niektórych zawodów i branż, kobiety bardzo rzadko pełniły funkcje kierownicze. Najczęściej były to stanowiska kierownicze niższego szczebla, a i wtedy kobiety były w mniejszości.
Od marca 1923 roku działająca przy Lidze Narodów Komisja Doradcza do Zwalczania Handlu Kobietami i Dziećmi zalecała tworzenie policji kobiecych. W Polsce stosowne decyzje zostały podjęte na przełomie 1924/25 roku; szkolenia policyjne dla kobiet organizowano w latach 1925, 1929, 1935, 1936 i 1938. Od lipca 1925 roku dwadzieścia pięć funkcjonariuszek służyło w Brygadzie Sanitarno-Obyczajowej, pozostającej w strukturach Urzędu Śledczego dla miasta Warszawy, a dowodzonej przez Stanisławę Paleolog. W 1935 roku Paleolog objęła kierownictwo nowo utworzonego Referatu Policji Kobiecej. W wyniku prowadzonej polityki kadrowej (Komendant Główny Kordian Zamorski popierał przyjmowanie kobiet do służby) liczba policjantek wzrosła do 126 w 1936 roku. Funkcjonariuszki zajmowały się głównie sprawami nieletnich, prostytutkami i przestępstwami przeciwko nim popełnianymi oraz handlarzami żywym towarem; dzięki obecności kobiet w Policji Państwowej wzrosła także liczba zgłoszeń dotyczących przestępstw seksualnych. Od 1935 nosiły one mundury. Pojawienie się w polskim społeczeństwie policjantek początkowo budziło pewien opór, jednak z biegiem czasu ich postrzeganie się zmieniło: prostytutki same niejednokrotnie zgłaszały się do nich po pomoc, zaś komendanci wnioskowali o przydzielenie funkcjonariuszek do podległych im jednostek; funkcjonowanie polskiej policji kobiecej było też doceniane za granicą.
Walka o emancypację kobiet przebiegała na wielu płaszczyznach. Walczono z gorsetem, jako symbolem dawnej mody, niewoli fizycznej i obyczajowej.
Wejście kobiet w nowe sytuacje społeczne i ich większa niezależność spowodowały zmiany w sposobie odnoszenia się do kobiet, co stopniowo znajdowało wyraz w podręcznikach savoir-vivre'u. Szczególne znaczenie miało pojawienie się kobiet na stanowiskach kierowniczych.
W 1915 roku niemiecki gubernator Warszawy Hans Hartwig von Beseler wyraził zgodę na utworzenie polskich uczelni: Uniwersytetu i Politechniki Warszawskiej – do obydwu dopuszczono studentki.

W roku akademickim 1937/38 kobiety stanowiły 28% studentów na polskich uczelniach.

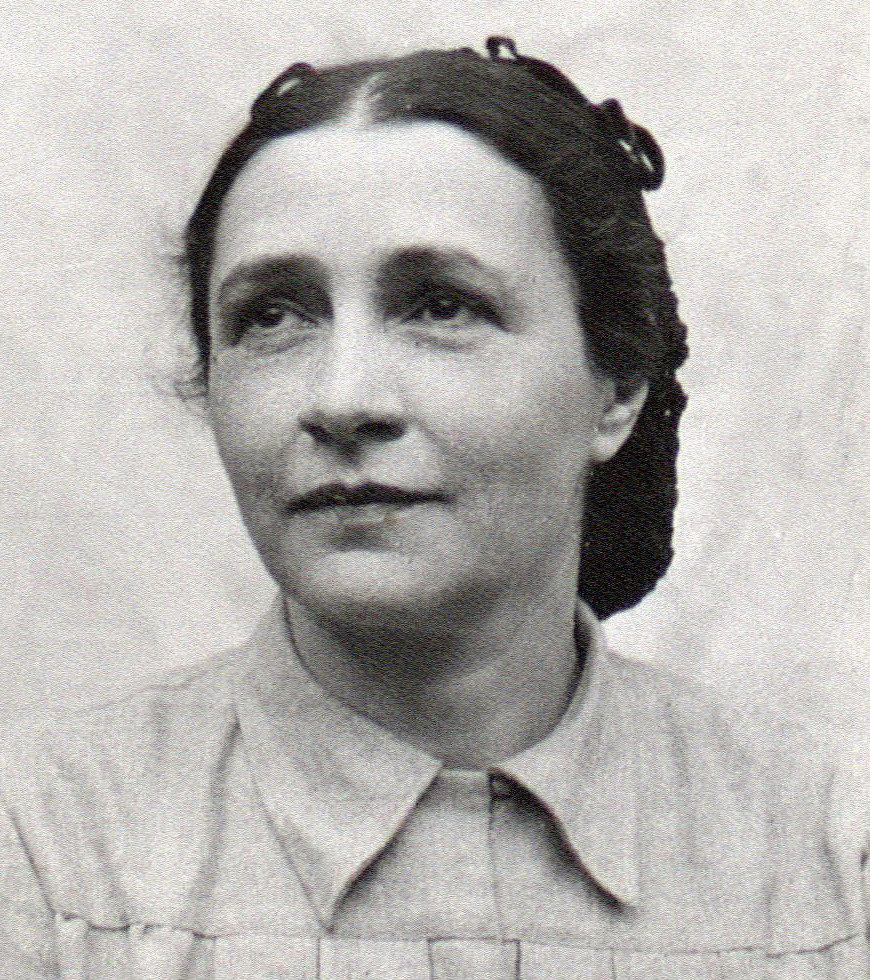
Feministyczna publicystka Irena Krzywicka.
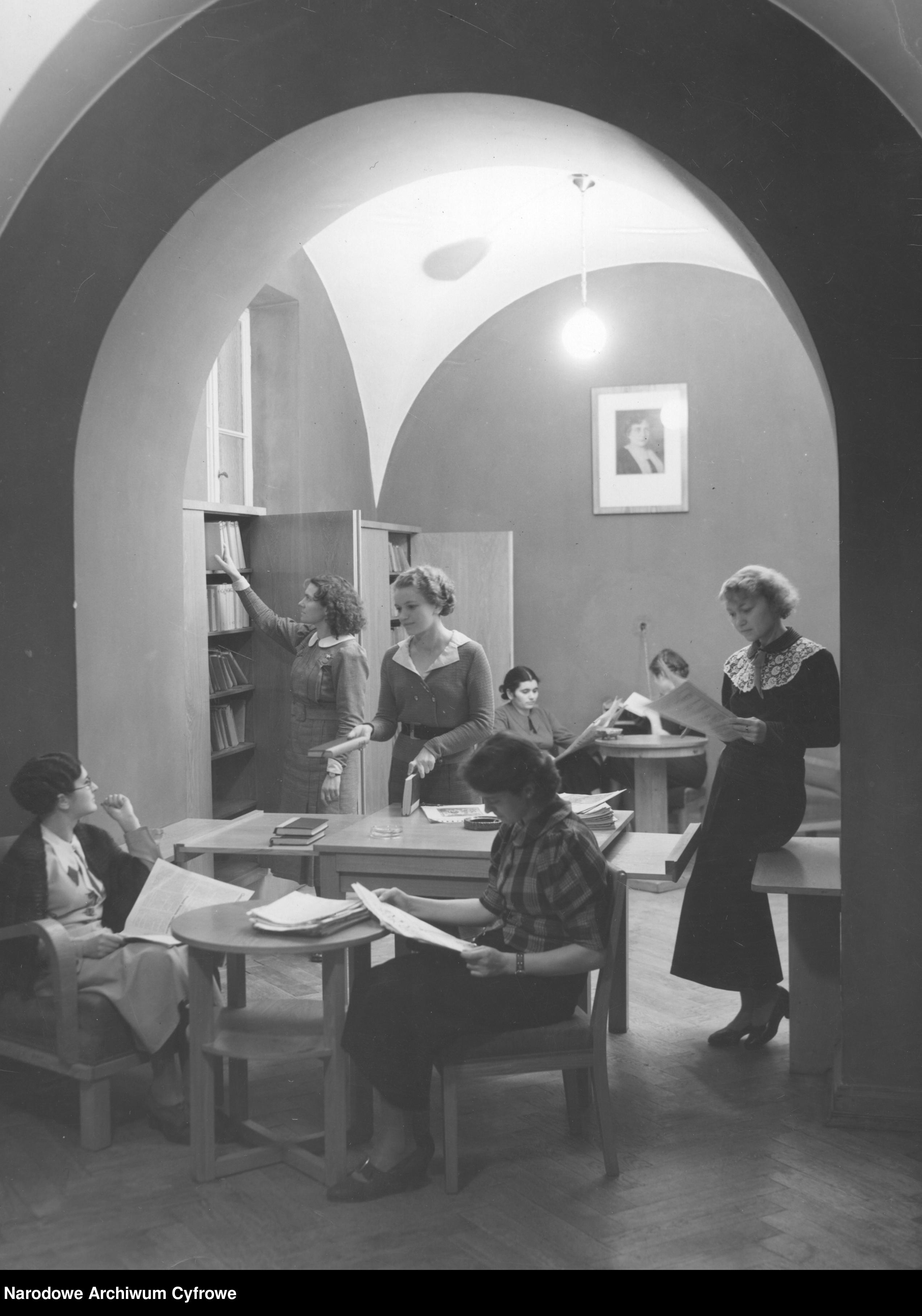
Studentki korzystające z biblioteki Domu Akademiczek w Warszawie, jesień 1936.
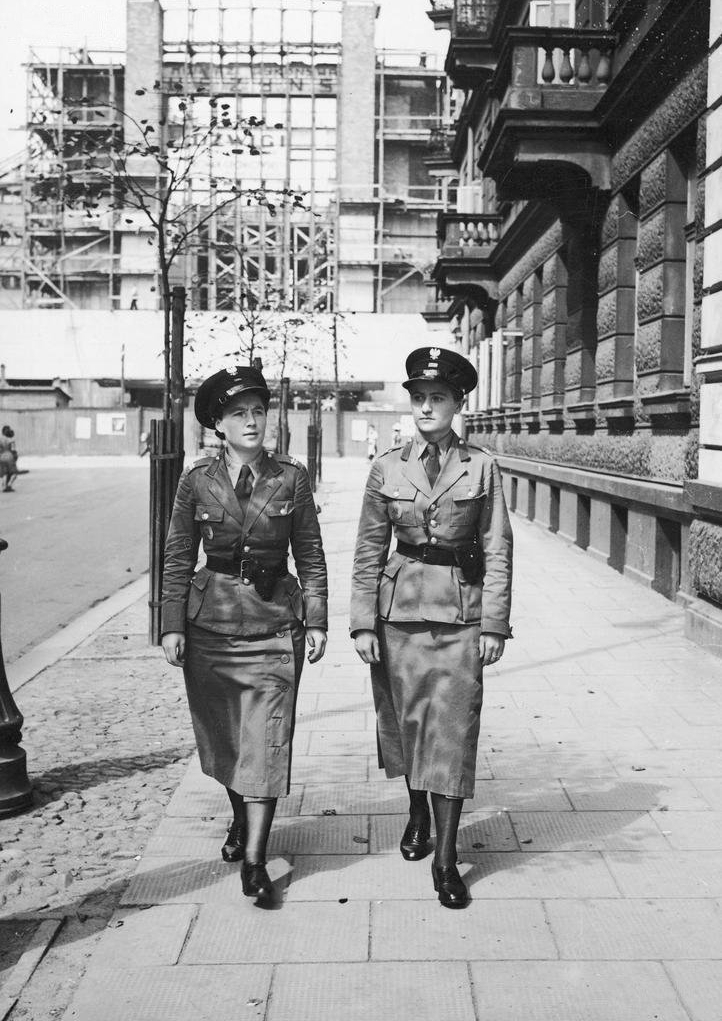
Dwie policjantki na patrolu w Warszawie, sierpień 1939.
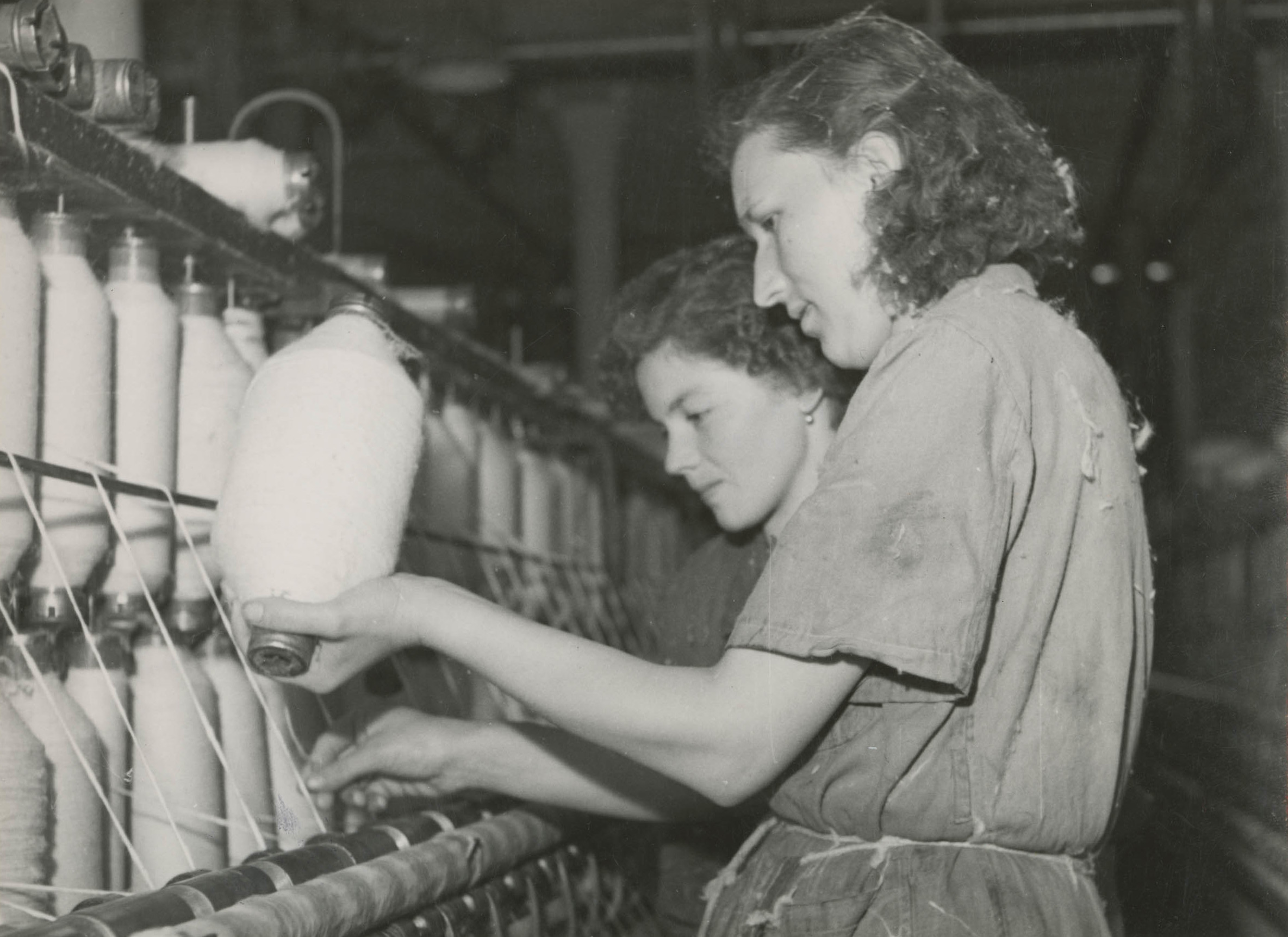
Łódzkie włókniarki przy pracy, lata 50./60. XX w.

#### Kwestia kobieca w PRL
PRL traktowało kwestię emancypacji kobiet jako jedną z zasadniczych reform społecznych. Wyrażało się to chociażby w Artykule 66 Konstytucji PRL:

1. Kobieta w Polskiej Rzeczypospolitej Ludowej ma równe z mężczyzną prawa we wszystkich dziedzinach życia państwowego, politycznego, gospodarczego, społecznego i kulturalnego.
2. Gwarancję równouprawnienia kobiety stanowią:
1) równe z mężczyzną prawo do pracy i wynagrodzenia według zasady „równa płaca za równą pracę”, prawo do wypoczynku, do ubezpieczenia społecznego, do nauki, do godności i odznaczeń, do zajmowania stanowisk publicznych,
2) opieka nad matką i dzieckiem, ochrona kobiety ciężarnej, płatny urlop w okresie przed porodem i po porodzie, rozbudowa sieci zakładów położniczych, żłobków i przedszkoli, rozwój sieci zakładów usługowych i żywienia zbiorowego.

Hucznie obchodzono Dzień Kobiet (8 marca), z okazji którego odbywały się uroczyste akademie, a kobietom w domu i pracy wręczano tradycyjnego goździka czy drobne prezenty.
Rosła rola czasopism kolorowych (takich jak Przekrój, Moda i Życie w kształtowaniu wzorców kobiecości. Wzorce te podlegały zmianom w ciągu XX wieku, zarówno pod względem ubioru jak i wizerunku ciała kobiecego.
Stopniowo, kobiety wchodziły do kolejnych zawodów, dotychczas przed nich zamkniętymi (częściej z powodów obyczajowych aniżeli prawnych). W okresie powojennym pojawiły się kelnerki, elektromonterki, chirurżki, suwnicowe, kierowczynie taksówek. Nastąpiła feminizacja niektórych zawodów (np. w 1964 kobiety stanowiły 80,9% pracowników służby zdrowia i 66,8% pracowników handlu). Tradycyjnie sfeminizowany był przemysł odzieżowy i włókienniczy. Odsetek kobiet pracujących (62% w połowie lat 70. XX w.) sytuował Polskę w czołówce europejskiej. Wzorem radzieckim, w propagandzie promowany był wizerunek kobiet wchodzący do tradycyjnych męskich zawodów, czego wyrazem było hasło "kobiety na traktory". Najsłynniejszą przodowniczką pracy była traktorzystka Wanda Kostrzewa.

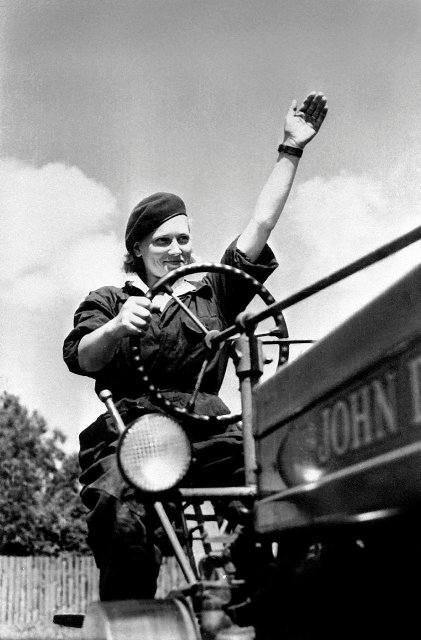
Magdalena Figur została twarzą kampanii „Kobiety na traktory”
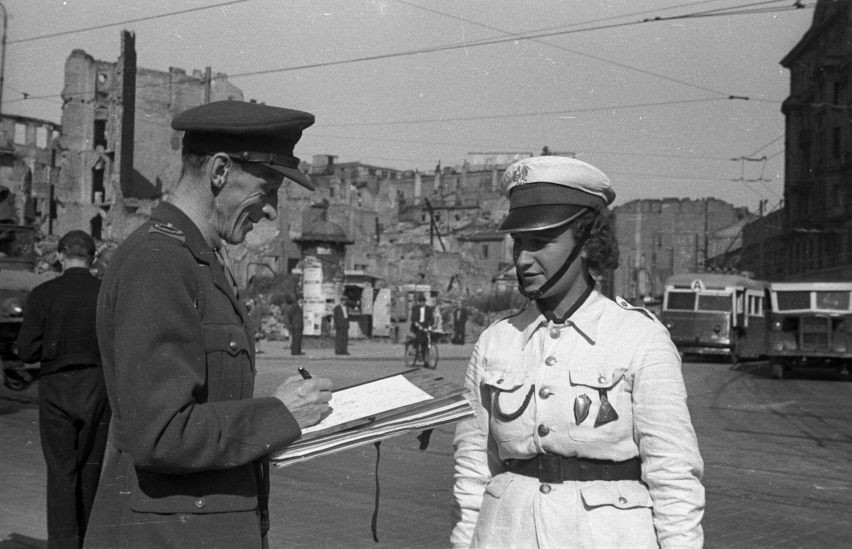
Leokadia Krajewska, znana jako „Lodzia milicjantka”

### Działalność polityczna i społeczna
Już pod koniec XIX w. coraz liczniejsze stawały się organizacje kobiece, służące początkowo celom charytatywnym i społecznym, a z czasem stając się platformą do działań politycznym. Jeszcze w początkach I wojny światowej organizacje kobiece zajmowały się przede wszystkim działalnością charytatywną: prowadzeniem kuchni dla biednych, opieką nad sierotami wojennymi czy rodzinami żołnierzy, wysyłaniem paczek na front. Dużymi organizacjami tego typu były Liga Kobiet Galicji i Śląska i Liga Kobiet Polskich Pogotowia Wojennego (której działaczki nazywane były ligawkami). Rosnąca aktywność tych organizacji na polu politycznym i ich związki z lewicą spotykała się z krytyką konserwatystów (np. arcybiskupa Józefa Bilczewskiego, który krytykował Ligę Kobiet jako szerzącą bezbożność socjalistyczną agenturę).
Chcąc zachęcić Polaków do aktywniejszego udziału w wojnie, władze krajów zaborczych zaczęły prowadzić wobec nich bardziej przyjazną politykę. 3 sierpnia 1914 carski generał gubernator Jakow Żyliński uznał Komitet Obywatelski za "instytucję społeczną przy Magistracie miasta Warszawy", przekształcając tę społeczną organizację w ciało oficjalne, które zaczęło nabierać cech samorządu, odpowiedzialnego za część polityk publicznych miasta. Obok ośmiu sekcji męskich, wchodziło w jego skład osiem wydziałów kobiecych, które zajmowały się takimi zadaniami jak opieka nad dziećmi, szkoły, warsztaty zawodowe.
Coraz wyraźniejsze (nie tylko na ziemiach polskich) stawały się głosy domagające się przyznania kobietom praw politycznych. Działalność organizacji kobiecych spotykała się tu z dążeniami politycznej lewicy, ale argumentacja kobiet, wskazujących na ponoszony przez nie trud wojenny i konieczność uczynienia z nich równych obywateli, trafiała także do środowisk konserwatywnych i nacjonalistycznych. Tendencje te były podobne do innych krajów Europy Środkowo-Wschodniej. Stąd przyznanie praw wyborczych kobietom wraz z odzyskaniem niepodległości nie wzbudzała większych kontrowersji, a Polska wyprzedziła w tym wiele krajów zachodniej Europy.
Polki po raz pierwszy mogły skorzystać z praw wyborczych podczas wyborów w styczniu 1919; ponieważ wielu mężczyzn pozostawało jeszcze w służbie wojskowej, kobiety stanowiły tym razem większość uprawnionych do głosowania (np. w Warszawie – 58%). Wyłoniono wtedy 6 posłanek, które zasiadły w Sejmie Ustawodawczym .

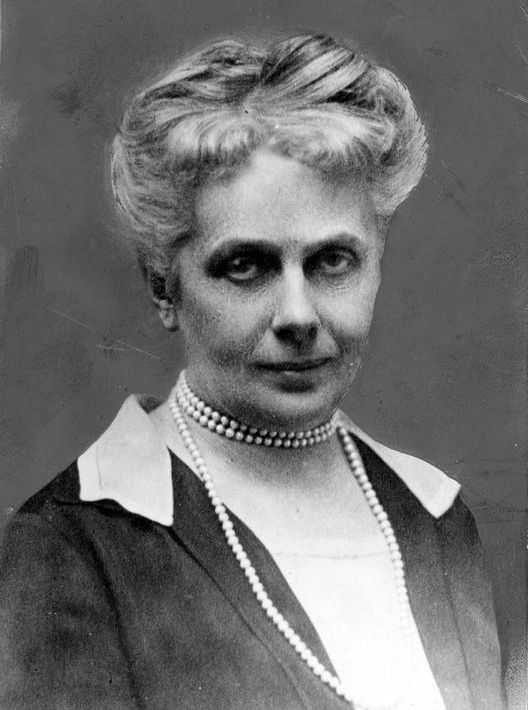
Gabriela Balicka-Iwanowska, posłanka na Sejm Ustawodawczy
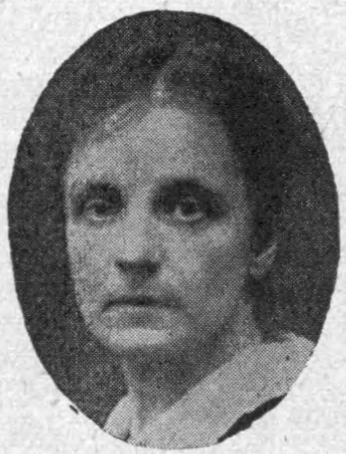
Irena Kosmowska, posłanka na Sejm Ustawodawczy
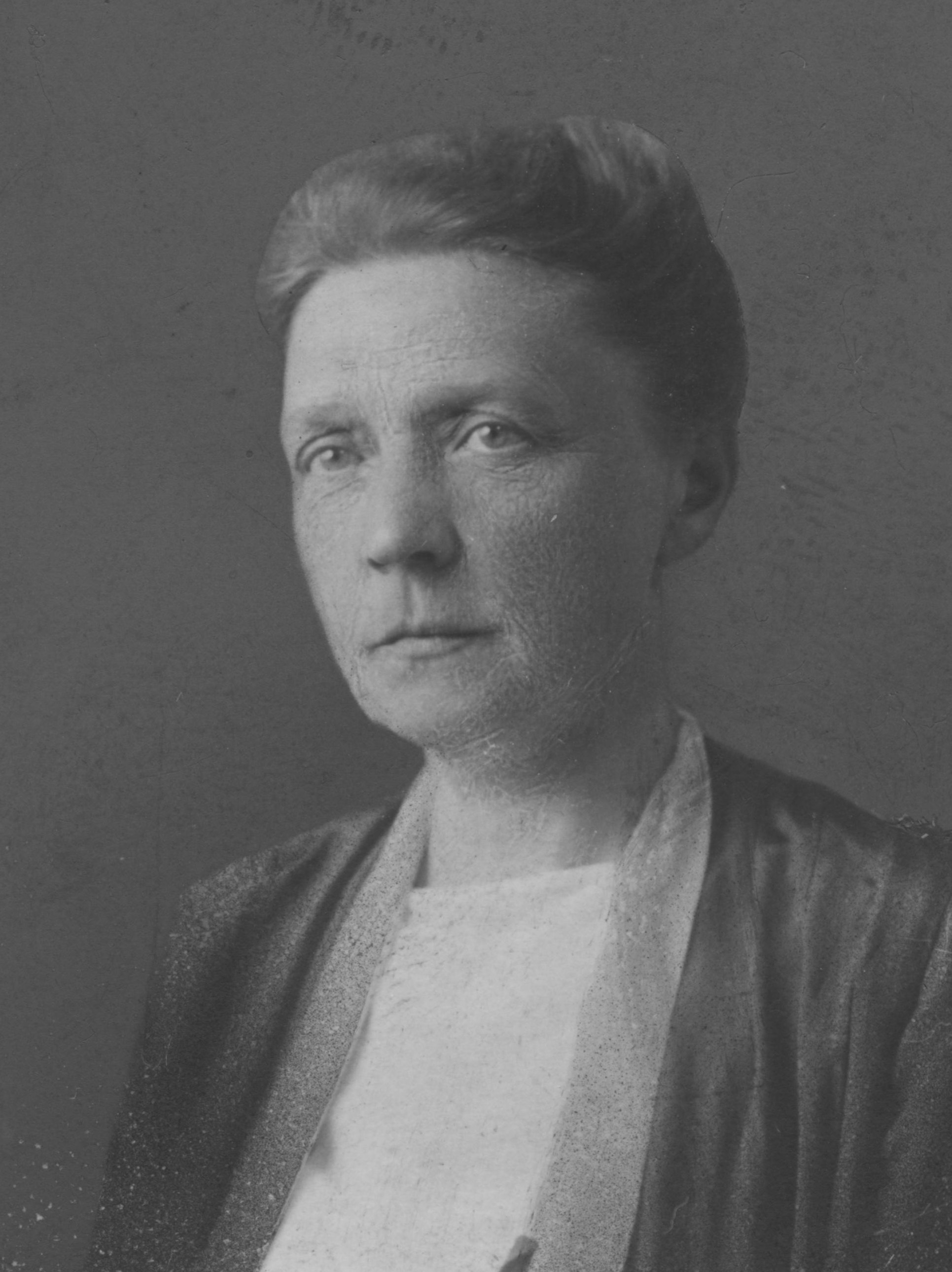
Jadwiga Dziubińska, posłanka na Sejm Ustawodawczy
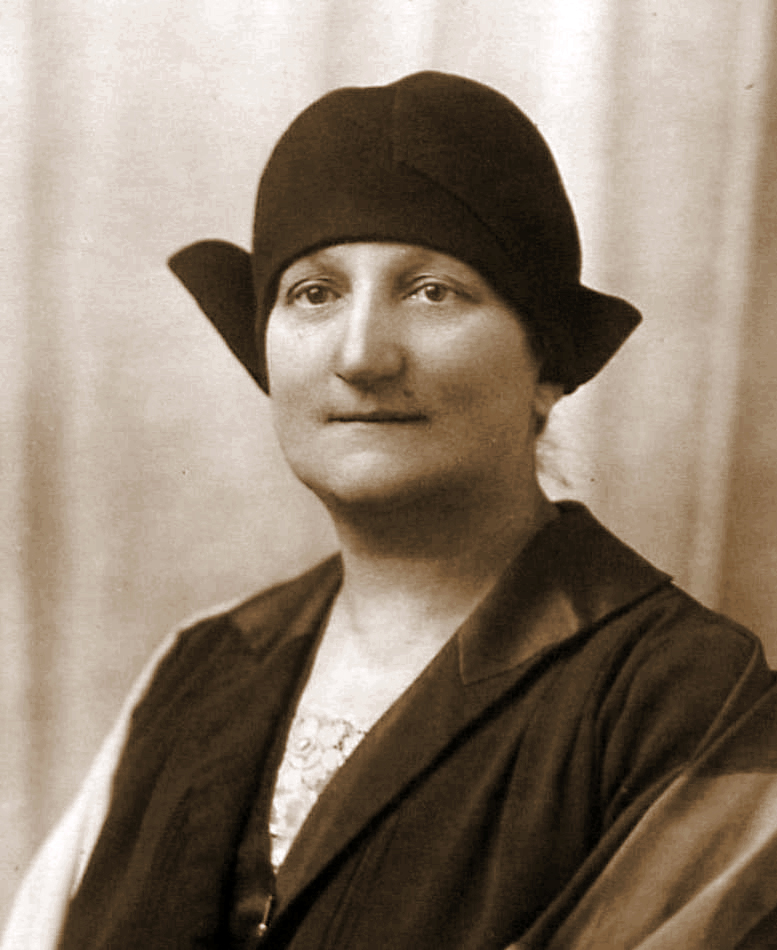
Zofia Moraczewska, posłanka na Sejm Ustawodawczy
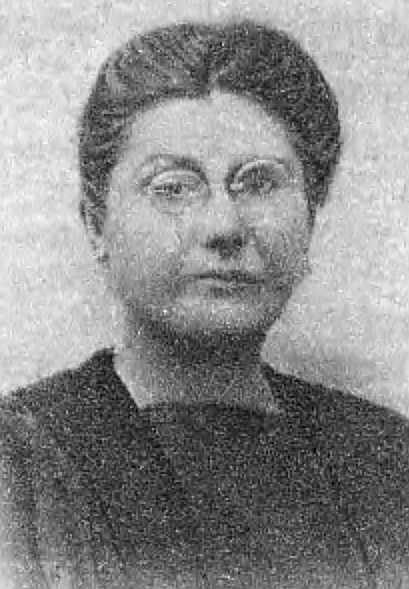
Zofia Sokolnicka, posłanka na Sejm Ustawodawczy

- Maria Moczydłowska
- Anna Piasecka (po wyborach uzupełniających)
- Franciszka Wilczkowiakowa (po wyborach uzupełniających)

Wejście kobiet do ciał ustawodawczych nie wiązało się jednak z większym wpływem na władzę. Jeszcze długo jednak kobiety nie będą wybierane do organów władzy wykonawczej. W II Rzeczypospolitej nigdy nie powierzono kobiecie stanowiska wojewody lub ministra . Jedynie Irena Kosmowska była wiceministrem w rządzie Daszyńskiego.
Od 1942 roku Referatem Dziecięcym Rady Pomocy Żydom „Żegota” kierowała Irena Sendlerowa, która przeprowadziła akcję ewakuacji dzieci z warszawskiego getta. Wraz ze współpracownikami (głównie kobietami) uratowała z Holocaustu od kilkuset do 2,5 tys. osób. Dane ocalonych gromadziła zaszyfrowane na kawałkach bibuły, które – szczelnie zamknięte w słoikach – ukrywała w ziemi; w ten sposób powstała tzw. „Lista Sendlerowej”. Znaczna część dzieci trafiła później pod opiekę sióstr franciszkanek, dzięki przychylnej postawie ich przełożonej s. Matyldy Getter.
Przewodnicząca Związku Patriotów Polskich i wiceprzewodnicząca PKWN Wanda Wasilewska była inicjatorką i organizatorką powstania 1 Dywizji Piechoty im. Tadeusza Kościuszki oraz 1 Armii Polskiej w ZSRR. Popierając utratę Kresów Wschodnich, doprowadziła dzięki bliskim kontaktom ze Stalinem do przyłączenia Ziem Odzyskanych aż po Nysę Łużycką (we wcześniejszej wersji zachodnią granicę nowej Polski miała stanowić Nysa Kłodzka).
Działaczka Wolnych Związków Zawodowych Anna Walentynowicz została 8 sierpnia 1980 roku zwolniona z pracy w Stoczni Gdańskiej; jej przywrócenie do pracy było pierwszym żądaniem, jakie wystosowali gdańscy stoczniowcy strajkujący w Sierpniu 1980 roku. Walentynowicz została uznana za Kobietę Roku 1980 w ramach projektu „100 Kobiet Roku”, stanowiącego uzupełnienie tytułów Człowieka Roku tygodnika „Time” (które w większości przypadków przypadły mężczyznom); kapituła określiła ją jako „matkę polskiej niepodległości”. Wśród sygnatariuszy porozumień sierpniowych w Gdańsku znalazły się także – oprócz Anny Walentynowicz – Henryka Krzywonos i Alina Pienkowska.
11 lipca 1992 Hanna Suchocka jako pierwsza kobieta w Polsce objęła urząd premiera.

#### Służba wojskowa
W I wojnie światowej w licznych armiach (szczególnie w krajach Europy Środkowo-Wschodniej) pojawiły się żołnierki. Początkowo kobiety włączano do armii w charakterze personelu pomocniczego i medycznego, a dopiero z czasem pojawiły się oddziały żołnierek. Powstała w 1913 Liga Kobiet Polskich Pogotowia Wojennego (kierowana przez Izabelę Moszczeńską) niosła pomóc polskim żołnierzom i wspomagającą walkę o niepodległość. Najsłynniejszą żołnierką tego okresu była Wanda Gertz, walcząca początkowo w męskim przebraniu w I Brygadzie Legionów Polskich). W 1918 powołano Ochotniczą Legię Kobiety, która brała udział w wojnie polsko-ukraińskiej i wojnie polsko-bolszewickiej, przede wszystkim jako służba wartownicza, aktywnie walcząc w walkach o Lwów i Wilno. Jednostka była traktowana z niechęcią, źle dowodzona, niedoekwipowana, a po ugruntowaniu się państwowości ją zlikwidowano (1922).
Kolejne formacje kobiece powstały w czasie II wojny światowej, np. Oddział Dysk czy 1 Samodzielny Batalion Kobiecy im. Emilii Plater. Kobiety służyły również w formacjach mieszanych, zaś szczególnie wyraźny był ich udział w powstaniu warszawskim.
W 1991 Maria Wittek jako pierwsza kobieta została mianowana na stopień generała.

### Sytuacja prawna
W latach następujących po zakończeniu I wojny światowej, w wielu krajach europejskich przyznano prawo wyborcze kobietom. W Polsce wprowadził je dekret Naczelnika Państwa z 28 listopada 1918, dotyczący wyborów do Sejmu Ustawodawczego. Początkowo z pełni praw w wyborach samorządowych mogły faktycznie korzystać jedynie mieszkanki dawnego Królestwa Polskiego; dopiero w 1933 stosowne przepisy ujednolicono na obszarze całego kraju . Przyznanie praw politycznych kobietom nie oznaczało jednak pełnego równouprawnienia. Przez wiele lat w polskim prawie cywilnym obowiązywało wiele aktów prawnych ograniczających zdolność procesową kobiet, dysponowanie przez nie majątkiem czy występowanie jako strona w stosunkach prawnych.
Po odzyskaniu niepodległości przystąpiono do prac unifikujących system prawny II Rzeczypospolitej. Wśród zmian wprowadzonych najwcześniej było zniesienie przepisów dyskryminujących kobiety zamężne w dysponowaniu prawami cywilnymi (Ustawa z dnia 1 lipca 1921 r. w przedmiocie zmiany niektórych przepisów obowiązującego w b. Królestwie Polskiem prawa cywilnego, dotyczących praw kobiet). Pełną równość w pozycji małżonków wprowadzał projekt prawa małżeńskiego majątkowego z 1937, który ostatecznie nie wszedł w życie. Zmiany zrównujące pozycję małżonków zostały wprowadzone znacząco wcześniej niż w wielu innych krajach europejskich (np. w Austrii czy Francji). W okresie międzywojennym otoczono też ustawową ochroną pracę kobiet (Ustawa z dnia 2 lipca 1924 r. w przedmiocie pracy młodocianych i kobiet).
Konstytucja marcowa z 1921 r. wprowadzała zasadę równości wobec prawa, co musiało oznaczać również równość płci. W 1935 zastąpiła ją Konstytucja kwietniowa, która z jednej strony częściowo odchodziła od zasady równości wszystkich wobec prawa, ale równocześnie wprost zakazywała dyskryminacji ze względu na płeć .
W autonomicznym woj. śląskim obowiązywała w latach 1926−1938 Ustawa w sprawie rozwiązania stosunku służby nauczycielskiej wskutek zawarcia przez nauczycielkę związku małżeńskiego . Również na pozostałym obszarze kraju funkcjonowały przepisy dyskryminujące kobiety zamężne na rynku pracy. Przepis mówiący, że przy przyjmowaniu do służby państwowej osób nieletnich i kobiet zamężnych władza będzie przestrzegać zasad obowiązujących ustaw cywilnych prowadził do konieczności uzyskania zgody męża przez kandydatki na urzędniczki . Policjantkami mogły zostać wyłącznie panny i bezdzietne wdowy, które zobowiązały się, że przez 10 lat nie wyjdą za mąż.
Mimo formalnego otwarcia kobietom dostępu do zawodu adwokata już w 1918, po raz pierwszy z tej możliwości skorzystała dopiero w 1925 Helena Wiewiórska (powodem był opór Izb Adwokackich); w sumie w II RP do zawodu przyjęto 200 kobiet. Sędziami Polki mogły być od 1928, natomiast nie mogły zasiadać w sądach ławniczych na terenie byłego zaboru austriackiego (tylko tam funkcjonowały) .
Kobiety przebywające na terenie Polski w 1945 roku masowo padały ofiarą przemocy seksualnej ze strony żołnierzy radzieckich; państwo polskie (Milicja Obywatelska) nie było w stanie skutecznie ich chronić.

### Kultura i nauka
Mieszkająca we Francji Polka Maria Curie-Skłodowska otrzymała w 1903 roku Nagrodę Nobla w dziedzinie fizyki, a w 1911 – z chemii, pozostając do dziś jedyną osobą, która otrzymała Nagrodę Nobla z dwóch różnych dziedzin nauki; z jej inicjatywy w 1932 roku powstał w Warszawie Instytut Radowy, któremu przekazała 1 gram radu. Natomiast Maria Antonina Czaplicka (kierująca katedrą antropologii na Uniwersytecie Oksfordzkim) zdobyła uznanie w środowisku naukowym za sprawą badań prowadzonych na Syberii, których rezultat opublikowała w 1919.
Dekorację pawilonu polskiego na wystawę światową w 1925 wykonała Zofia Stryjeńska; za cykl obrazów przedstawiających funkcjonowanie polskiej wsi na przestrzeni roku otrzymała 5 nagród Wystawy. Siedem lat później, podczas Igrzysk Olimpijskich w Los Angeles, Janina Konarska zdobyła srebrny medal w Konkursie Sztuki i Literatury za swój drzeworyt. Wydarzenia te bywają uznawane za największe sukcesy, jakie kiedykolwiek stały się udziałem polskich artystów grafików.
W 1905 roku Eliza Orzeszkowa została nominowana do literackiej Nagrody Nobla przez 8 osób; również Maria Dąbrowska uzyskała 11 nominacji w latach 1939−1965, jednak dopiero w 1996 roku wyróżnienie to przypadło ostatecznie Polce – poetce Wisławie Szymborskiej.

### Sport
- Wanda Dubieńska – pierwsza polska olimpijka (igrzyska w Paryżu w 1924), mistrzyni Polski w szermierce, tenisie i biegach narciarskich.
- Halina Konopacka – lekkoatletka, dyskobolka, pierwsza polska złota medalistka olimpijska (igrzyska w Amsterdamie w 1928).
- Stanisława Walasiewiczówna[a] – lekkoatletka startująca w biegach sprinterskich i skoku w dal, mistrzyni olimpijska, wielokrotna rekordzistka świata.
- Jadwiga Wajsówna – lekkoatletka, medalistka olimpijska.
- Jadwiga Jędrzejowska – tenisistka, finalistka Wimbledonu w grze pojedynczej z 1937 roku, finalistka mistrzostw USA w grze pojedynczej z 1937 roku, finalistka mistrzostw Francji w grze pojedynczej z 1939 roku, zwyciężczyni mistrzostw Francji w grze podwójnej z 1939 roku, wielokrotna mistrzyni Polski.
- Irena Szewińska – lekkoatletka specjalizująca się w biegach sprinterskich i skoku w dal, siedmiokrotna medalistka igrzysk olimpijskich (3 medale złote, 2 srebrne i 2 brązowe) oraz dziesięciokrotna medalistka mistrzostw Europy (10 medali na otwartym stadionie i 3 w hali); po zakończeniu kariery działaczka krajowych i międzynarodowych organizacji sportowych.

## Współczesność

### Kobiety w społeczeństwie
W 2018 roku wykształcenie wyższe miało 27,6% Polek (wśród mężczyzn – 20,8%), zaś kobiety stanowiły 58% wszystkich studentów.
W Polsce występuje zjawisko luki płacowej, jednak w porównaniu z innymi krajami UE nie jest ono znaczne. Wskaźnik zróżnicowania wynagrodzeń kobiet i mężczyzn (Gender Pay Gap) wyniósł w październiku 2016  7,2%,  tj. o tyle średnio zarobki mężczyzn były wyższe od zarobków kobiet. Część badaczy wskazuje jednak, że przyjęta przez GUS metodologia pomija szereg istotnych czynników, przez co może dawać zafałszowane wyniki; ich zdaniem rzeczywista luka płacowa w Polsce jest dużo wyższa i w skali wieloletniej utrzymuje się na poziomie ok. 20%, przy czym znacznie niższy wskaźnik notuje się w sektorze publicznym.

### Działalność polityczna i społeczna
W 2007 założono Partię Kobiet. Organizacja (w międzyczasie przemianowana na Inicjatywę Feministyczną) została rozwiązana na początku 2020 roku.
Podczas niektórych protestów społecznych udział kobiet jest szczególnie widoczny, np.: protesty pielęgniarek, protesty matek dzieci niepełnosprawnych (m.in. późniejsza posłanka na Sejm Iwona Hartwich), „Polskie Babcie”, aktywistki młodzieżowe protestujące w obronie klimatu. Ściśle z walką o prawa kobiet związane są chociażby Ogólnopolski Strajk Kobiet, inicjatywa Dziewuchy Dziewuchom czy protesty przeciwko zaostrzeniu przepisów dotyczących aborcji w Polsce.

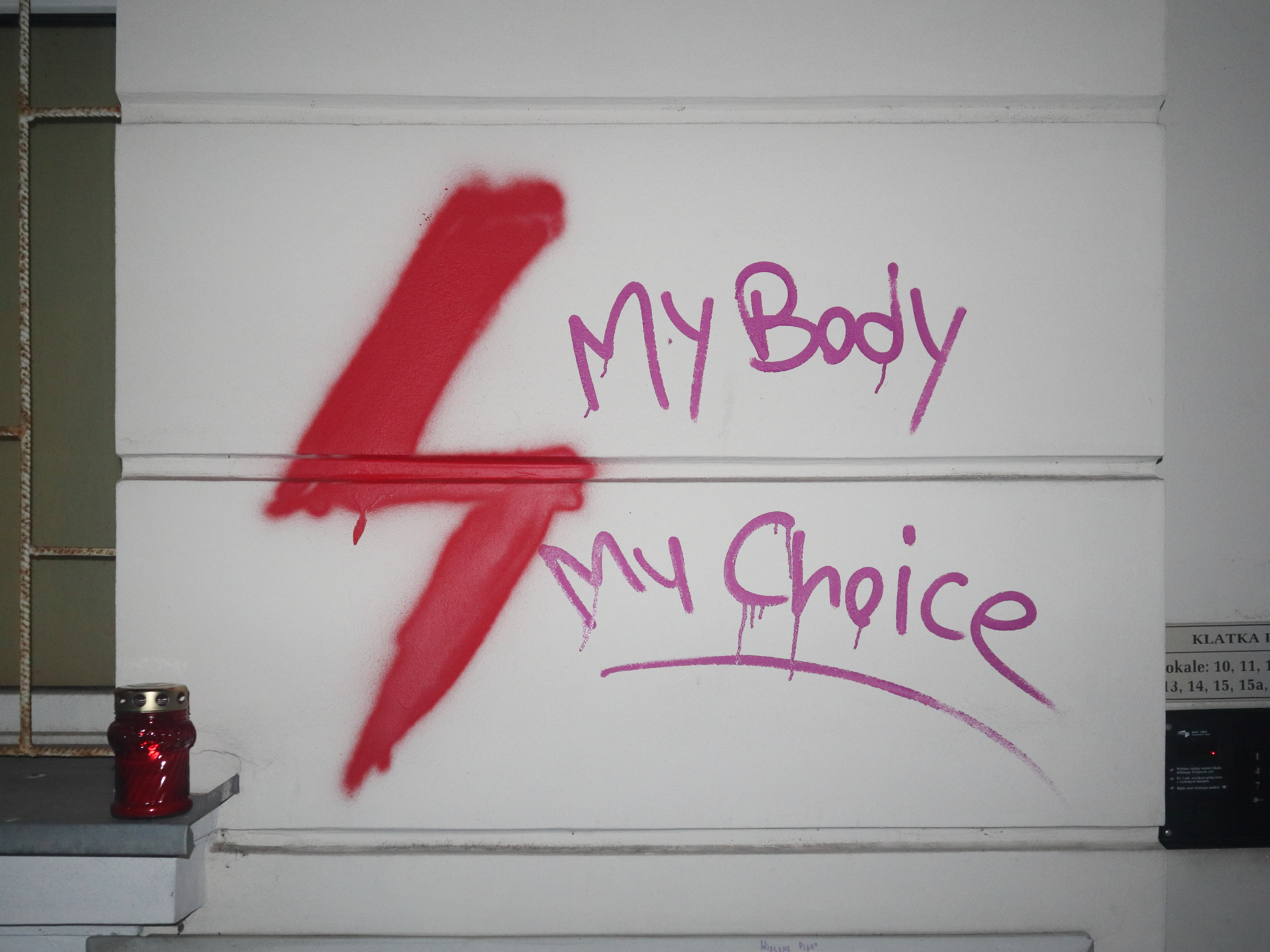
Czerwona błyskawica – symbol protestów na przełomie 2020/21 roku

### Sytuacja prawna
Uchwalona w 1997 roku Konstytucja Rzeczypospolitej Polskiej stanowi, że kobieta i mężczyzna w Rzeczypospolitej Polskiej mają równe prawa w życiu rodzinnym, politycznym, społecznym i gospodarczym; tym niemniej funkcjonują pewne różnice w sytuacji prawnej kobiet i mężczyzn.
Wiek emerytalny w Polsce różni się w zależności od płci: dla kobiet wynosi on 60 lat, podczas gdy dla mężczyzn – 65. Reforma z 2012 roku zakładała stopniowe podwyższanie wieku emerytalnego dla obojga płci, tak aby od 2040 roku był on równy i wynosił 67 lat. Kolejna reforma, która weszła w życie 1 października 2017, przywróciła zróżnicowany (i niższy) wiek emerytalny.
Kobiety co do zasady nie podlegają w Polsce obowiązkowi poddania się kwalifikacji wojskowej; wyjątek stanowią absolwentki kierunków medycznych i weterynaryjnych. Obowiązek ten dotyczy natomiast wszystkich mężczyzn.
W 2019 roku wprowadzono rodzicielskie świadczenie uzupełniające (tzw. Mama 4 plus), przyznawane kobietom w wieku emerytalnym, które urodziły i wychowały co najmniej czworo dzieci; jedynie w wyjątkowych przypadkach świadczenie może pobierać ojciec dzieci.
Kodeks pracy przewidywał istnienie wykazu prac (sporządzanego przez Radę Ministrów w drodze rozporządzenia), których nie mogą wykonywać kobiety; przepis ten uzasadniano troską o ich zdrowie. Stosowne rozporządzenie z 2016 roku ograniczyło jego działanie wyłącznie do kobiet w ciąży i karmiących piersią; zmiana ta była konieczna ze względu na regulacje unijne.

### Kultura i nauka
Pisarka Olga Tokarczuk otrzymała literacką Nagrodę Nobla za rok 2018. Filmy Agnieszki Holland i Doroty Kobieli były nominowane do Oscara.

## Pionierki
Poniższa tabela przedstawia kobiety, które były pionierkami w różnych profesjach i dziedzinach społecznych.
| Pionierka                      | Dziedzina          | Data                  | Komentarz | Przypis         |
| ------------------------------ | ------------------ | --------------------- | --- | --------------- |
| Gertruda Mieszkówna            | literatura         | ok. 1070−1090         | Uznawana za pierwszą znaną polską pisarkę i pierwszego autora polskiego znanego z imienia. Zachowane łacińskie modlitwy z Kodeksu Gertrudy | [ 21 ]          |
| Nawojka                        | edukacja           | XV w.                 | Legendarna pierwsza polska studentka (Akademia Krakowska) i nauczycielka.                                                                  | [ 147 ]         |
| Regina Salomea Pilsztynowa     | medycyna           | ur. 1718, zm. po 1763 | Lekarka-okulistka, podróżniczka i pamiętnikarka. Uznawana za pierwszą polską lekarkę, mimo braku wykształcenia formalnego.                 | [ 148 ]         |
| Eleonora Ziemięcka             | filozofia          | 1841                  | Pierwsza polska filozofka. Data publikacji Myśli o filozofii                                                                               | [ 149 ]         |
| Anna Tomaszewicz-Dobrska       | medycyna           | 1880                  | Pierwsza polska dyplomowana i praktykująca lekarka.                                                                                        | [ 69 ]          |
| Nina Niovilla                  | film               | 1918                  | Pierwsza polska reżyserka filmowa | [ 150 ] [ 151 ] |
| Helena Jurgielewicz            | weterynaria        | 1923                  | Pierwsza w Polsce kobieta z dyplomem weterynarza.                                                                                          | [ 152 ]         |
| Krystyna Chojnowska-Liskiewicz | żeglarstwo         | 20 marca 1978         | Pierwsza kobieta na świecie, która samotnie opłynęła dookoła Ziemię na jachcie żaglowym; data zamknięcia pętli rejsu.                      | [ 153 ] [ 154 ] |
| Wanda Rutkiewicz               | himalaizm          | 16 października 1978  | Pierwsze polskie wejście na Mount Everest.                                                                                                 |                 |
| Elżbieta Szczot                | prawo              | 1998 r.               | Uzyskała stopień doktora prawa w zakresie prawa kanonicznego jako pierwsza kobieta w Polsce.                                               | [ 155 ]         |
| Katarzyna Tomiak-Siemieniewicz | lotnictwo wojskowe | 18 października 2012  | Pierwsza w Polsce kobieta pilot samolotu myśliwskiego (MiG-29); data pierwszego samodzielnego lotu myśliwcem.                              | [ 156 ]         |
|                                |                    |                       | |                 |